# Nordisk kombineret
Nordisk kombineret (en. Nordic combined), er en gren indenfor for konkurrence-skisporten, som omfatter to discipliner, langrend og skihop.
Nordisk kombineret blev i olympisk sammenhæng afviklet første gang ved de olympiske  vinterlege i Chamonix i 1924.

## Ekstern henvisning og kilde
- Wikimedia Commons har flere filer relateret til Nordisk kombineret
- FIS – Nordic Combined (engelsk) Arkiveret 7. december 2011 hos  Wayback Machine

| Sport | Spire Denne artikel om sport er en spire som bør udbygges. Du er velkommen til at hjælpe Wikipedia ved at udvide den. |